# Sibila Eritrea (Miguel Ángel)

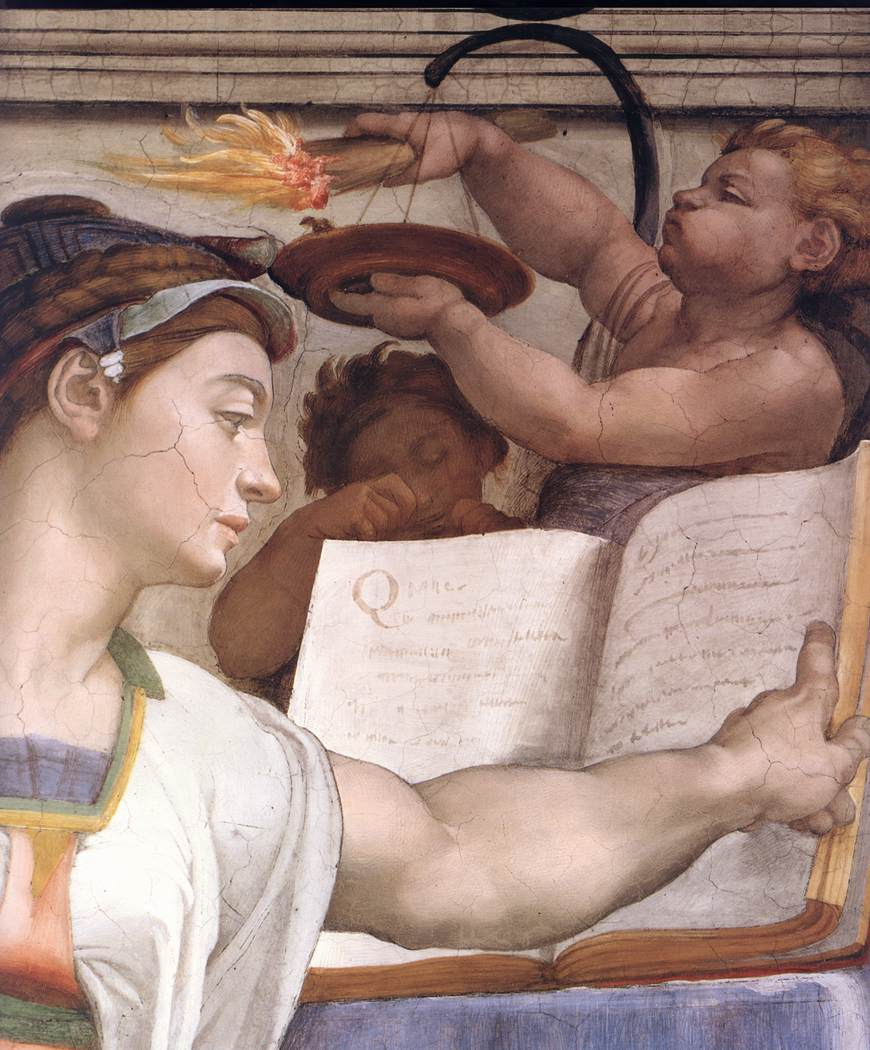
Detalle.

La Sibila Eritrea, de 350 x 380 cm, es un fresco de Miguel Ángel de 1510 y forma parte de la decoración de la bóveda de la Capilla Sixtina, en los Museos Vaticanos de Roma, encargada por el papa Julio II.

## Historia
Al pintar la bóveda, Miguel Ángel procedió desde el tramo cerca de la puerta de entrada, la usada durante las entradas solemnes a la capilla del pontífice y su séquito, hasta la parte sobre el altar. La Eritrea así pues, que se encuentra en el tercer tramo a partir de la puerta, fue una de las figuras del primer bloque de trabajos, concluido en 1510.

## Descripción y estilo
La Sibila Eritrea forma parte de la serie de los Videntes, colocados sobre amplios tronos arquitectónicos fingidos sobre las ménsulas. Cada uno de ellos está acompañado de un par de jóvenes asistentes y sobre un gran asiento marmóreo, entre dos pilares con fingidos altorrelieves de amorcillos por parejas, en varias posiciones. Su nombre está escrito (en este caso ERITHRAEA) en igualmente simuladas tablitas bajo la plataforma que hace de base al trono, sostenidas por otro amorcillo.
La Sibila Eritrea se encuentra sentada de perfil, una pierna sobre la otra, hojeando, casi con cansancio, las páginas de un gran volumen de profecías, apoyado sobre un atril cubierto por un paño azul. El cuerpo de la sibila está vuelto hacia el profeta Ezequiel, que a su vez mira en dirección a la sibila: de ese modo entre las dos figuras se establece una relación única entre todos los frescos de la serie. La poderosa estructura masculina de la mujer es obvia en los brazos, largos y musculosos. La utilización de diversos colores en los abundantes paños que la cubren, con acento en el verde y naranja, crean un delicado efecto cromático. Viste de hecho una elaborada túnica de amplias mangas cortas blancas sobre un cuerpo rojo con decoraciones en varios colores y un manto con varias capas sobre las piernas, verde, naranja y violeta. 
Detrás del atril uno de los dos niños asistentes enciende una lámpara, símbolo de adivinación, con una antorcha, mientras el otro, en sombra, se frota los ojos como si se acabara de despertar, probablemente simbolizando el despertar de las almas iluminadas por el conocimiento. 
Durante la restauración se descubrieron algunos pequeños arrepentimientos, en el escorzo de pies y tobillos y en la línea superior de los párpados.

## Detalles

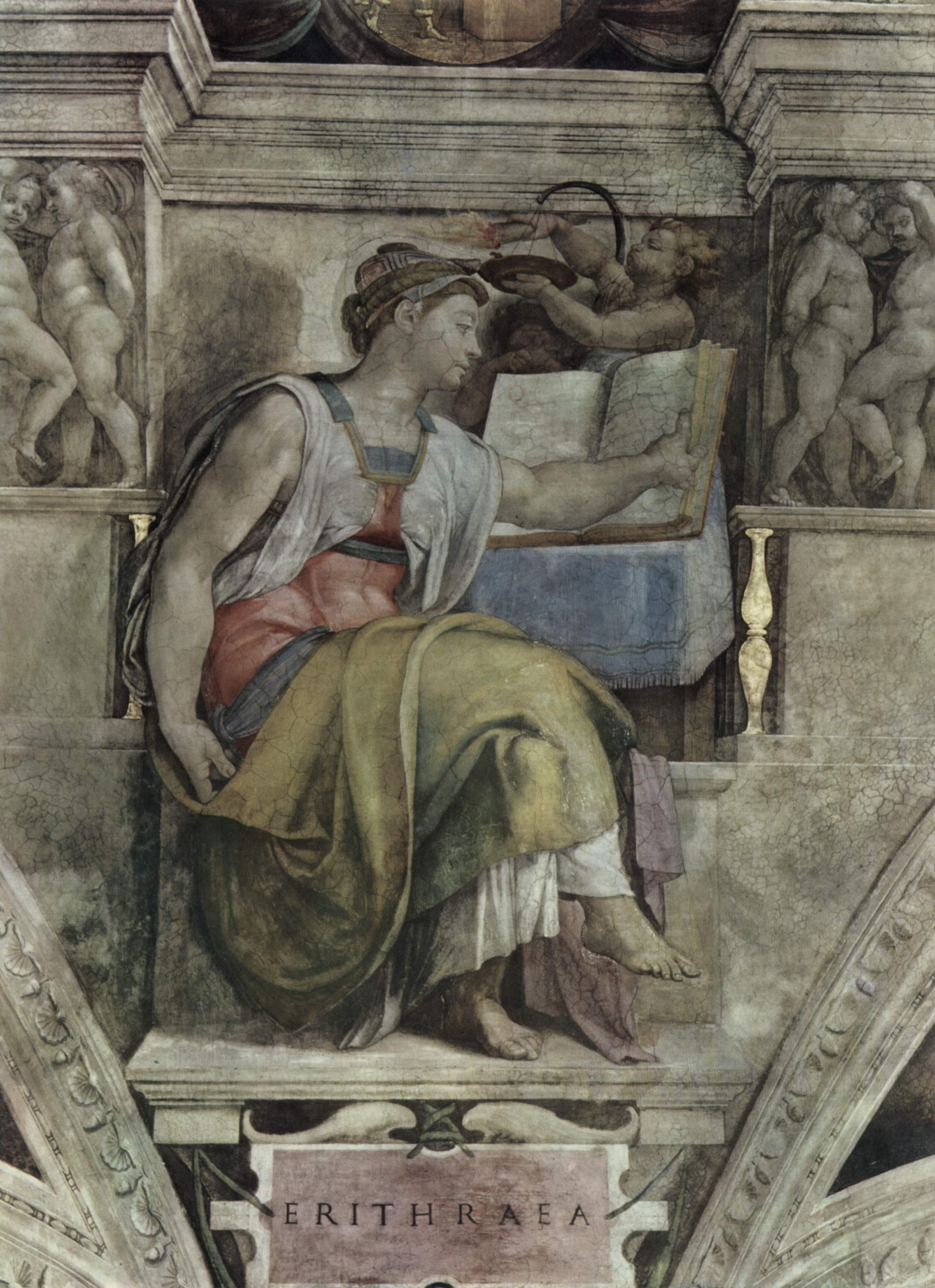
Antes de la restauración de los años 1980.
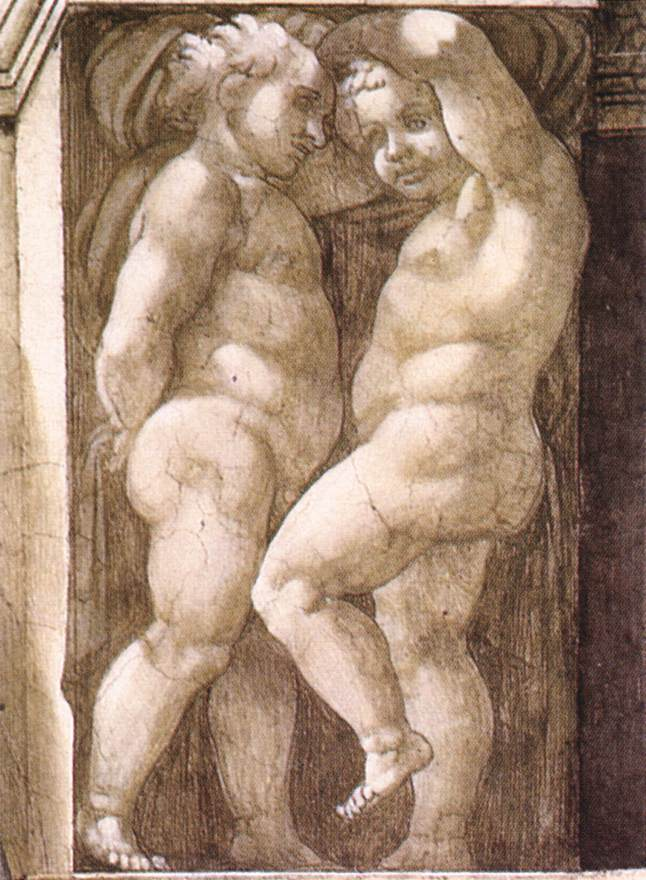
Detalle de una de las parejas de amorcillos en relieve simulado.
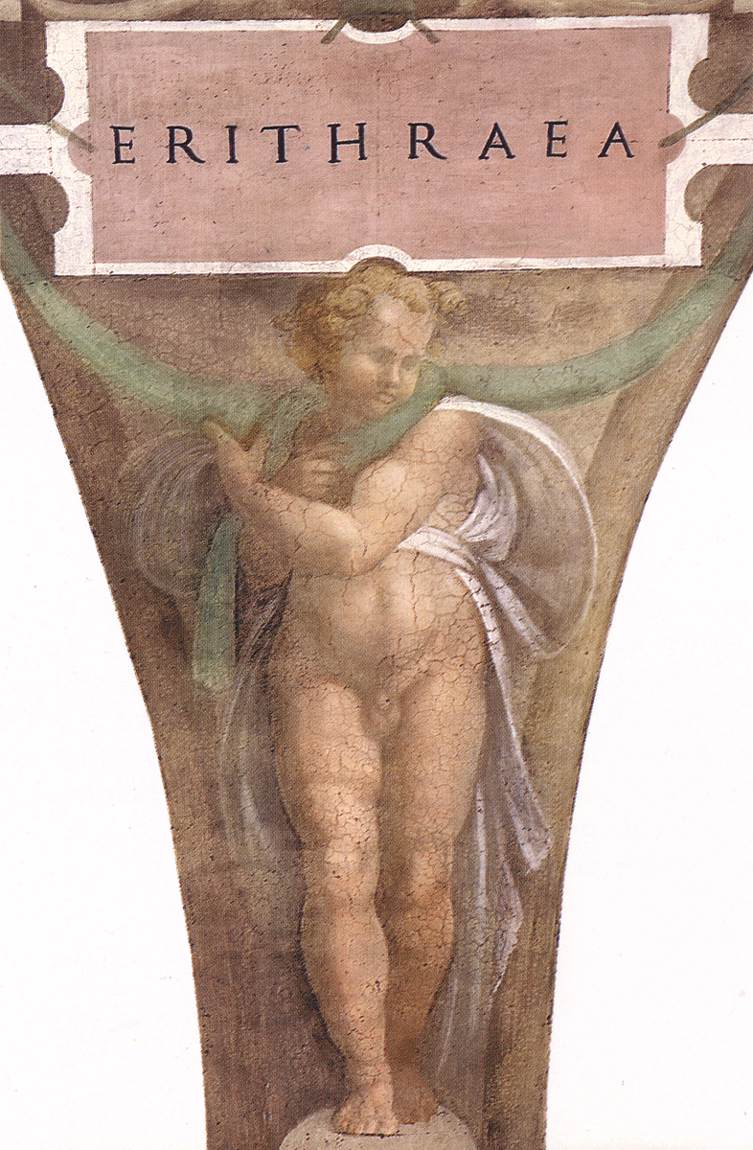
El amorcillo sosteniendo el nombre.

## Otros proyectos
- Wikimedia Commons contiene imágenes y otros archivos sobre Sibilla Eritrea

- Datos: Q3960006
- Multimedia: Sistine Chapel ceiling - Erythraean Sibyl / Q3960006